# سانتیاگو ماسارناو فرناندز
سانتیاگو ماسارناو فرناندز (انگلیسی: Santiago Masarnau Fernández; ۹ دسامبر ۱۸۰۵ – ۱۴ دسامبر ۱۸۸۲) آهنگ‌ساز، و نوازنده پیانو اهل اسپانیا بود.